# Episodi de Le avventure di Rin Tin Tin (prima stagione)
La prima stagione della serie televisiva Le avventure di Rin Tin Tin è stata trasmessa in anteprima negli Stati Uniti d'America dalla ABC tra il 15 ottobre 1954 e il 4 giugno 1955.
| nº | Titolo originale                    | Titolo italiano                 | Prima TV USA     | Prima TV Italia |
| -- | ----------------------------------- | ------------------------------- | ---------------- | --------------- |
| 1  | Meet Rin Tin Tin                    | Promozione sul campo            | 15 ottobre 1954  | 5 aprile 1956   |
| 2  | Wolf Cry                            | Il marchio del disonore         | 22 ottobre 1954  |                 |
| 3  | Rin Tin Tin and the Flaming Forest  | Foresta in fiamme               | 29 ottobre 1954  |                 |
| 4  | Rin Tin Tin and the Raging River    | Il fiume in piena               | 5 novembre 1954  |                 |
| 5  | The Killer Cat                      | Il puma assassino               | 12 novembre 1954 |                 |
| 6  | The Education of Corporal Rusty     | L'istruzione                    | 19 novembre 1954 |                 |
| 7  | Rin Tin Tin and the Apache Chief    |                                 | 26 novembre 1954 |                 |
| 8  | Rin Tin Tin, Outlaw                 | Una condanna ingiusta           | 3 dicembre 1954  |                 |
| 9  | The Outcast of Fort Apache          | Il clandestino di Forte Apache  | 10 dicembre 1954 |                 |
| 10 | Rin Tin Tin and the Ancient Mariner |                                 | 17 dicembre 1954 |                 |
| 11 | Rin Tin Tin and the Raw Recruit     | La recluta inesperta            | 24 dicembre 1954 |                 |
| 12 | Blood Brothers                      | Fratelli di sangue              | 31 dicembre 1954 |                 |
| 13 | Rin Tin Tin and the Gold Bullion    | Il carico d'oro                 | 7 gennaio 1955   |                 |
| 14 | Rin Tin Tin and the Sacred Lance    | La lancia sacra                 | 14 gennaio 1955  |                 |
| 15 | Rin Tin Tin and the Shifting Sands  | Tempesta di sabbia              | 21 gennaio 1955  |                 |
| 16 | Rusty Plays Cupid                   | Rusty gioca a fare il cupido    | 28 gennaio 1955  |                 |
| 17 | Rin Tin Tin and the Medicine Man    | Le perle sparite                | 4 febbraio 1955  |                 |
| 18 | The Babe in the Woods               | Il trovatello del bosco         | 11 febbraio 1955 |                 |
| 19 | The Eagle's Nest                    | Rin Tin Tin e la penna d'aquila | 18 febbraio 1955 |                 |
| 20 | Rusty Resigns from the Army         | Dimissioni strategiche          | 25 febbraio 1955 |                 |
| 21 | The Legacy of Sean O'Hara           | L'eredità di Sean O'Hara        | 4 marzo 1955     |                 |
| 22 | The Barber of Seville               | Il Barbiere di Siviglia         | 11 marzo 1955    |                 |
| 23 | The Blushing Brides                 | Una timida sposina per O'Hara   | 18 marzo 1955    |                 |
| 24 | The Guilty One                      | Rinty e l'odore della colpa     | 25 marzo 1955    |                 |
| 25 | The Magic Box                       | La scatola magica               | 1º aprile 1955   |                 |
| 26 | The Bandit Kingdom                  |                                 | 8 aprile 1955    |                 |
| 27 | Rin Tin Tin and the Printer's Devil | Rusty diventa giornalista       | 15 aprile 1955   |                 |
| 28 | The Dead Man's Gold                 | L'oro del morto                 | 22 aprile 1955   |                 |
| 29 | The Ghost Town                      |                                 | 29 aprile 1955   |                 |
| 30 | O'Hara Gets Busted                  |                                 | 6 maggio 1955    |                 |
| 31 | Bounty Hunters                      |                                 | 13 maggio 1955   |                 |
| 32 | Farewell to Fort Apache             |                                 | 20 maggio 1955   |                 |
| 33 | The Lost Scotchman                  | Lo scozzese scomparso           | 27 maggio 1955   |                 |
| 34 | The Lonesome Road                   | La lunga strada solitaria       | 4 giugno 1955    |                 |